# Mendes Prey
Mendes Prey war eine englische Hard-Rock- und New-Wave-of-British-Heavy-Metal-Band aus Pontefract, die Ende der 1970er Jahre gegründet wurde und sich 1986 auflöste.

## Geschichte
Die Ursprünge der Band gehen auf das Ende der 1970er Jahre zurück. Nachdem sich ihre vorherigen Bands aufgelöst hatten, fanden sich der Gitarrist Steve Holt, der Schlagzeuger Martin Brough und der Gitarrist Phil Lawn zusammen, um eine neue Band zu gründen. Zu diesem Zeitpunkt handelte es sich noch um keine ernsthaft betriebene Band, was unter anderem auch daran lag, dass der damalige Sänger John „Jih“ Seymour regelmäßig nach Australien flog, um dort seine Freundin zu besuchen. Nachdem er 1980 nach einem längeren Aufenthalt von dort zurückgekehrt war, wurde versucht, die Gruppe ernsthafter zu betreiben. Um die Besetzung zu vervollständigen, kam Tony Boulton als Bassist hinzu. Daraufhin schlossen sich die ersten Auftritte an, bei denen hauptsächlich Coverversionen gespielt wurden. Währenddessen arbeitete die Gruppe an ihren ersten Liedern, woraus 1981 ein erstes Demo entstand, das die Lieder Take Me 'cross the Water, Losing Man, The Sun Don't Shine, Drifting und What the Hell's Going On enthält. Das Demo erregte unter anderem die Aufmerksamkeit des DJ-Duos The Bayley Brothers. Kurz nach den Aufnahmen hierzu hatte Lawn die Band verlassen und wurde durch Richard Emsley ersetzt. In der veränderten Besetzung war die Band in der Sparte Armed and Ready im Kerrang zu sehen. Nach nur wenigen Monaten verließ auch Emsley die Band, da die übrigen Mitglieder mit seiner Leistung nicht zufrieden waren. Er wurde durch Mark Sutcliffe, nicht zu verwechseln mit dem gleichnamigen Trespass-Mitglied, ersetzt. Anfang 1982 plante die Band die Veröffentlichung einer EP, diese Idee wurde jedoch verworfen, um sich auf das Spielen von Auftritten und das Schreiben von weiteren Liedern zu konzentrieren. Dabei spielte sie lokale Konzerte unter anderem in der York University mit Diamond Head. Gegen Ende des Jahres erschien die selbstfinanzierte Single On to the Borderline, mit Running for You als B-Seite, bei M.P. Records. Die Single war unter anderem in der Friday Rock Show zu hören. Daraufhin wurde Heavy Metal Records auf Mendes Prey aufmerksam und verwendete What the Hell's Going On auf dem Sampler Heavy Metal Heroes II. Zudem bot das Label der Band an, eine Single zu veröffentlichen. Dies bedeutete allerdings für sie, dass sie die Single selbst finanzieren musste, weshalb die Band das Angebot ablehnte. Anfang 1983 folgten Auftritte mit Chinatown und Saracen im Londoner Marquee Club. Bei letzterem Auftritt sprang Mendes Prey für eine Band ein, die kurz vor dem Auftritt abgesagt hatte. Dadurch konnte die Gruppe ihre Bekanntheit weiter steigern. So wurde von Levi’s What the Hell's Going On für eine Werbung in lokalen Radiostationen verwendet. Dies führte zu einem Vertrag zwischen beiden Parteien, wodurch die Band mit kostenlosen Produkten der Marke ausgestattet und eine selbstfinanzierte Tour mit Dagaband abgehalten wurde. Einer dieser Auftritte wurde von der BBC aufgenommen, wovon die Lieder Red Alert, On to the Borderline und Running for You in der Show Bubbling Under im Norden Englands ausgestrahlt wurden. Für den Rest des Jahres wurden weitere Konzerte abgehalten, darunter auch ein Auftritt auf einem Festival in Bicester, an dem unter anderem auch Twelfth Night und Terraplane teilnahmen. Hierbei wurden unter anderem neben Liedern der Single und des Demos auch Lone Survivor, Tomorrow Today und Take It or Leave It gespielt. Danach wurde weiter an neuen Songs geschrieben, während Steve Allen als Keyboarder zur Besetzung hinzugefügt wurde. Dieser schrieb an einigen Liedern mit und nahm auch an diversen Aufnahmen teil, ehe er die Gruppe nach wenigen Monaten wieder verließ. Im Herbst 1983 verließ auch das Gründungsmitglied Steve Holt die Band, um sich anderen Aktivitäten zu widmen. Nach seinem letzten Auftritt im September entschloss sich Mendes Prey zu viert fortzufahren. In den folgenden Jahren wurde es still um die Band, da sie sich auf Aufnahmen im Studio und das Schreiben von neuen Liedern beschränkte. 1985 wurden die beiden Songs Cry for the World und Red Alert zum Sampler Parkside Steelworks von LiL Records beigetragen. Die Aufnahmen hierzu hatten in den Parkside Studios in Leeds stattgefunden. Aufgrund der geringen Stückzahl konnte die Gruppe allerdings dadurch ihre Bekanntheit nur bedingt steigern, weshalb auch weiterhin nur wenig live gespielt wurde. Die Band hatte mittlerweile ein Management, das versuchte, die Gruppe in eine kommerziellere Richtung zu bewegen. Zudem wurde versucht, das Aussehen und das Image der Mitglieder zu verändern. Dies hatte zur Folge, dass die Single Wonderland mit Can You Believe It als B-Seite, die 1986 bei Wag Records erschien und eine Coverversion des Demon-Liedes ist, oftmals abgelehnt wurde. Kurz darauf entschied Seymour, permanent nach Australien zu ziehen, lebte dort in Darwin und arbeitete dort beim Radio. Nach seinem Ausscheiden gab das verbliebene Trio Ende 1986 die Auflösung bekannt. 2015 erschien über No Remorse Records die Kompilation The Never Ending Road.

## Stil
Laut Malc Macmillan in The N.W.O.B.H.M. Encyclopedia sind auf dem ersten Demo Einflüsse von UFO zu hören und mit der Musik von Gruppen wie Persian Risk, Stagefright und Iona vergleichbar. Seymours Gesang empfand er als einen der talentiertesten des ganzen Genres. On to the Borderline werde von vielen als typische Veröffentlichung der New Wave of British Heavy Metal bezeichnet. Wonderland sei eine Mischung aus überproduziertem Melodic Rock und Pop-Rock. In The Ultimate Hard Rock Guide Vol I – Europe wird die Musik als Hard Rock bezeichnet, der sich an UFO orientiere.

## Diskografie
- 1982: On to the Borderline (Single, M.P. Records)
- 1986: Wonderland (Single, Wag Records)
- 2015: The Never Ending Road (Kompilation, No Remorse Records)